# Нильсен, Флемминг
Флемминг Нильсен (дат. Flemming Gert Nielsen; 24 февраля 1934, Копенгаген — 16 ноября 2018, там же) — датский футболист, игравший на позиции полузащитника, обладатель серебряной медали в составе сборной Дании на летних Олимпийских играх 1960 года.
На клубном уровне известен выступлениями за итальянский клуб «Aталанта» и шотландский клуб «Гринок Мортон».
Родился в Копенгагене в 1934 году и играл за местные клубы «Б-93» и «AБ Гладсаксе». Дебютировал в сборной Дании в июне 1954 года, сыграл пять игр и забил два гола на летних Олимпийских играх 1960 года в Риме, свою последнюю игру в майке национальной сборной сыграл в октябре 1960 года. В общей сложности за сборную Дании провёл 26 игр, забив четыре гола.
В 1961 году подписал профессиональный контракт с итальянским клубом «Aталанта», сыграл три сезона в серии А, в общей сложности выйдя на поле в 92 играх, забил за итальянский клуб 8 мячей. В 1963 году стал обладателем Кубка Италии. В 1964 году перешёл в состав шотландского клуба «Гринок Мортон», за который отыграл 29 игр и забил два гола за два сезона. В 1966 году он вернулся в Данию, где закончил свою карьеру в составе клуба «Б-93» в 1967 году.
После окончания карьеры игрока Нильсен стал спортивным журналистом. Работал с изданиями Aftеnbladet, Politiken и BT, также написал две книги о футболе.

## Статистика

### Матчи Нильсена за сборную Дании
| Матчи Нильсена за сборную Дании | Матчи Нильсена за сборную Дании | Матчи Нильсена за сборную Дании | Матчи Нильсена за сборную Дании | Матчи Нильсена за сборную Дании | Матчи Нильсена за сборную Дании     |
| ------------------------------- | ------------------------------- | ------------------------------- | ------------------------------- | ------------------------------- | ----------------------------------- |
| №                               | Дата                            | Соперник                        | Счёт                            | Голы Нильсена                   | Соревнование                        |
| 1                               | 4 июня 1954                     | Норвегия                        | 1:2                             | —                               | Товарищеский матч                   |
| 2                               | 5 декабря 1956                  | Англия                          | 2:5                             | —                               | Чемпионат мира 1958 (отбор)         |
| 3                               | 15 мая 1957                     | Англия                          | 1:4                             | —                               | Чемпионат мира 1958 (отбор)         |
| 4                               | 26 мая 1957                     | Болгария                        | 1:1                             | —                               | Товарищеский матч                   |
| 5                               | 18 июня 1957                    | Финляндия                       | 0:2                             | —                               | Товарищеский матч                   |
| 6                               | 19 июня 1957                    | Норвегия                        | 2:0                             | —                               | Товарищеский матч                   |
| 7                               | 30 июня 1957                    | Швеция                          | 1:2                             | —                               | Чемпионат Северной Европы 1956—1959 |
| 8                               | 22 сентября 1957                | Норвегия                        | 2:2                             | —                               | Чемпионат Северной Европы 1956—1959 |
| 9                               | 2 октября 1957                  | Ирландия                        | 0:2                             | —                               | Чемпионат мира 1958 (отбор)         |
| 10                              | 13 октября 1957                 | Финляндия                       | 3:0                             | —                               | Чемпионат Северной Европы 1956—1959 |
| 11                              | 26 октября 1958                 | Швеция                          | 4:4                             | —                               | Чемпионат Северной Европы 1956—1959 |
| 12                              | 21 июня 1959                    | Швеция                          | 0:6                             | —                               | Чемпионат Северной Европы 1956—1959 |
| 13                              | 26 июня 1959                    | Исландия                        | 4:2                             | —                               | Олимпийские игры 1960 (отбор)       |
| 14                              | 18 октября 1959                 | Чехословакия                    | 1:5                             | —                               | Чемпионат Европы 1960 (отбор)       |
| 15                              | 2 декабря 1959                  | Греция                          | 3:1                             | —                               | Товарищеский матч                   |
| 16                              | 6 декабря 1959                  | Болгария                        | 1:2                             | —                               | Товарищеский матч                   |
| 17                              | 26 мая 1960                     | Норвегия                        | 3:0                             | 2                               | Чемпионат Северной Европы 1960—1963 |
| 18                              | 3 июля 1960                     | Греция                          | 7:2                             | —                               | Товарищеский матч                   |
| 19                              | 27 июля 1960                    | Венгрия                         | 1:0                             | —                               | Товарищеский матч                   |
| 20                              | 10 августа 1960                 | Финляндия                       | 2:1                             | —                               | Чемпионат Северной Европы 1960—1963 |
| 21                              | 26 августа 1960                 | Аргентина                       | 3:2                             | —                               | Олимпийские игры 1960               |
| 22                              | 29 августа 1960                 | Польша                          | 2:1                             | —                               | Олимпийские игры 1960               |
| 23                              | 1 сентября 1960                 | Тунис                           | 3:1                             | 1                               | Олимпийские игры 1960               |
| 24                              | 6 сентября 1960                 | Венгрия                         | 2:0                             | —                               | Олимпийские игры 1960               |
| 25                              | 10 сентября 1960                | Югославия                       | 1:3                             | 1                               | Олимпийские игры 1960               |
| 26                              | 23 октября 1960                 | Швеция                          | 0:2                             | —                               | Чемпионат Северной Европы 1960—1963 |

Итого: 26 матчей / 4 гола; 12 побед, 3 ничьи, 11 поражений.